# Filozofie, teologie a základní teorie katolického kanonického práva
Filozofie, teologie a základní teorie katolického kanonického práva jsou oblasti filozofické, teologické (ekleziologické) a právní vědy, které se zabývají místem kanonického práva v povaze katolické církve jako přirozené i nadpřirozené entity. Filozofie a teologie utvářejí pojetí a sebepojetí kanonického práva jako práva lidské organizace i jako nadpřirozené entity, neboť katolická církev věří, že Ježíš Kristus ustanovil církev přímým božím příkazem, zatímco základní teorie kanonického práva je metaoborem „trojího vztahu mezi teologií, filozofií a kanonickým právem“.

## Filozofie kanonického práva
Viz též: Filozofie práva
Rozlišuje se trojí druh lidského [pozitivního] práva: církevní neboli kanonické právo, občanské právo a právo národů. Kanonické právo (ius canonicum) a občanské právo se mezi sebou liší částečně povahou původu, částečně povahou předmětu a částečně povahou cíle:
- Liší se původem: občanská moc pochází od Boha, původce přírody, zatímco církevní moc pochází od Boha, původce nadpřirozené milosti.
- Liší se předmětem: kanonické právo totiž upravuje duchovní a církevní záležitosti, zatímco občanské právo upravuje záležitosti světské a politické.
- Liší se v cíli: kanonické právo totiž usiluje především o věčné štěstí (beatitudo) lidí; občanské právo však usiluje o jejich časné štěstí (felicitas).[2]

### Aristotelsko-tomistická právní věda (iurisprudentia)
Hlavní články: Politika (Aristoteles), Traktát o právu a Determinatio

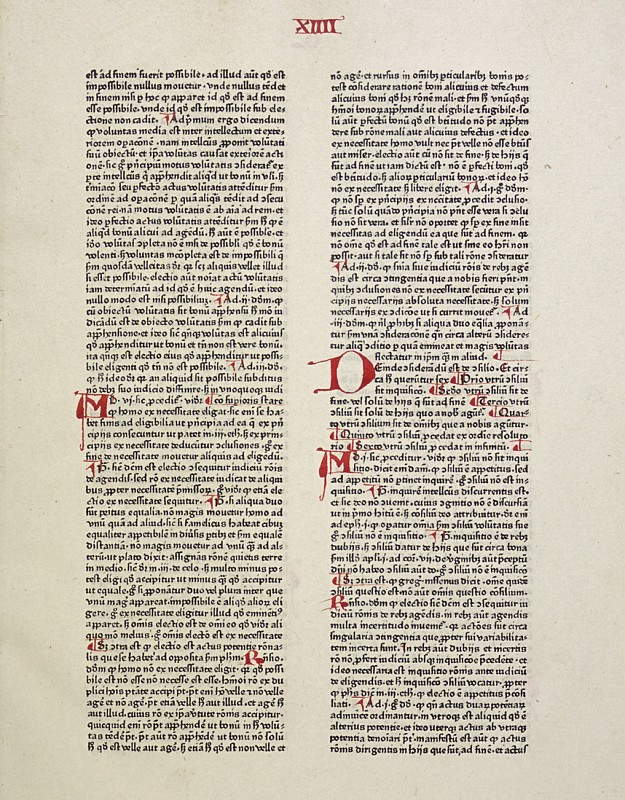
Summa theologica, Pars secunda, prima pars. (opis Petera Schöffera, 1471)

Ačkoli kanonická právní teorie obecně vychází z principů aristotelsko-tomistické právní filozofie, Tomáš Akvinský ve svém Traktátu o právu (malá část jeho Summy theologiae) nikdy výslovně nepojednává o místě kanonického práva. Sám Akvinský však byl kanonickým právem ovlivněn; čtvrtý bod jeho slavné čtyřdílné definice práva – požadavek promulgace – je převzat od kanonistů a sed contra jeho článku o promulgaci cituje jako autoritu Gratiana („otce kanonického práva“). Podle Reného A. Wormsera,
Gratianovy zásluhy o shromáždění a uspořádání [sic.] masy kanonického práva měly neocenitelnou hodnotu; ale muž, kterému církev a kanonické právo vděčí za nejvíce, je svatý Tomáš Akvinský... A právě na základě tezí svatého Tomáše Akvinského církevní právníci došli tak daleko, že prohlásili, že zákony nemají absolutně žádnou platnost, pokud neslouží obecnému dobru.
Ačkoli pojem „zákon“ (lex) není v Kodexu z roku 1983 nikdy výslovně definován, Katechismus katolické církve cituje Akvinského, který zákon definuje jako „...nařízení rozumu pro obecné dobro, vydané tím, kdo je v čele společenství“, a přeformulovává ho jako „.... pravidlo chování vydané kompetentní autoritou v zájmu obecného dobra.“ Někteří autoři však zpochybňují aplikovatelnost tomistické definice práva (lex) na kanonické právo a tvrdí, že její aplikace by ochudila ekleziologii a zkazila samotný nadpřirozený cíl kanonického práva.

### Ius Publicum Ecclesiasticum
Se vznikem všezahrnujícího suverénního národního státu v 17. století, který si nárokoval výlučnou jurisdikci nad všemi svými občany, byla dvojí či souběžná jurisdikce katolické církve a suverénního státu intelektuálně i právně zpochybněna. V novém právním a politicko-náboženském klimatu v období po protestantské reformaci si nově vzniklé suverénní státy v Evropě nárokovaly větší jurisdikci nad oblastmi práva a právní praxe, které tradičně spadaly pod jurisdikci církve. V tomto poreformačním období politických změn se kanoničtí právníci snažili v rámci kategorií veřejného práva hájit právo katolické církve vytvářet a prosazovat právo. Odtud pochází název ius publicum ecclesiasticum – „veřejné církevní právo“.
Církev není pouhou korporací (collegium) nebo součástí občanské společnosti. Proto je nepravdivá věta: „Ecclesia est in statu“, neboli církev je podřízena státní moci. Církev je právem nazývána svrchovaným státem. To dokazuje Soglia 13 těmito slovy: „Ex defmitione Pufiendorfii, Status est conjunctio plurium hominum, quae imperio per homines administrate, sibi proprio, et aliunde non dependente, continetur. Atqui ex institutione Christi, Ecclesia est conjunctio hominum, quae per homines, hoc est, per Petrum et Apostolos, eorumque successores administratur cum imperio sibi proprio, nee aliunde dependente ; ergo Ecclesia est Status“.
Ospravedlnění právní moci katolické církve by nyní bylo obhajováno podle vzoru ospravedlnění právní moci suverénního státu a katolická církev by byla považována za souběžnou a doplňující Communitas Perfecta v oblasti nadpřirozeného cíle člověka k občanskému suverénnímu státu v oblasti přirozeného cíle člověka.

### Communitas Perfecta
Hlavní článek: Communitas Perfecta
Mnozí kanonisté v letech před Druhým vatikánským koncilem považovali za ospravedlnění a základ kanonického práva jako pravého právního systému to, že katolická církev byla založena Ježíšem Kristem jako Communitas Perfecta a jako taková je pravým lidským společenstvím, které má právo vytvářet lidské právo.
Církev je svrchovaný stát, tj. dokonalá a svrchovaná společnost, kterou založil náš Pán, aby vedla lidi do nebe. Říkáme, že je to společnost; co je to společnost? Mluvíme-li obecně, pak je to určitý počet osob sdružených dohromady, aby společným úsilím dosáhly nějakého společného cíle. Říkáme dokonalá; protože je úplná sama o sobě, a proto má ve svém nitru všechny prostředky, které jí stačí k tomu, aby dosáhla svého cíle. Říkáme, že je svrchovaná, protože nepodléhá žádné jiné společnosti na zemi. Jako každá společnost je i církev vnější organizací. Skládá se totiž z lidských bytostí, které mají tělo i duši. Ve skutečnosti je z vůle svého božského Zakladatele společenstvím, sdružením lidí, kterému vládnou lidé. Jako každá vnější organizace se i církev musí řídit zákony a předpisy, které jí umožní plnit její poslání a dosáhnout jejího cíle. Cílem a účelem církve je uctívání Boha a spása duší. Jakékoli jednání nebo opomenutí jejích členů, které jí brání v plnění jejího poslání nebo v dosažení jejího cíle, a tedy cokoli, co odporuje předpisům, které vydala ohledně uctívání Boha a posvěcení svých dětí, je pro ni trestné. Neboť Bůh, který jí dal poslání, jí dal také prostředky či moc k jeho naplnění. Proto může stanovit, ve skutečnosti stanovila, zákony a předpisy, které jsou pro její členy závazné. Pokud členové tyto zákony porušují, prohřešují se nejen proti Bohu, ale provinili se také proti řádu, kázni, zákonům či předpisům, které církev stanovila.
Fernando della Rocca tvrdil, že jde o „základní princip kanonického práva, který trvá na právu církve jako dokonalé společnosti určovat, zejména v oblasti zákonodárství, hranice své vlastní moci.“ Dokonce i papež Benedikt XV. ve své apoštolské konstituci promulgující Kodex kanonického práva z roku 1917 připisoval zákonodárnou moc církve tomu, že byla založena Ježíšem Kristem se všemi požadavky na Communitas Perfecta.

## Teologie kanonického práva
Viz též: Katolická teologie a Katolická ekleziologie
V desetiletích po Druhém vatikánském koncilu mnozí kanonisté volali po více teologickém než filozofickém pojetí kanonického práva a uznávali „trojí vztah mezi teologií, filozofií a kanonickým právem“.
Papež Benedikt XVI. ve svém projevu z 21. ledna 2012 před Římskou rotou hovořil o tom, že kanonické zákony lze v katolické církvi vykládat a plně chápat pouze ve světle jejího poslání a ekleziologické struktury.
Pokud bychom měli tendenci ztotožňovat kanonické právo se systémem zákonů kánonů, pak by chápání toho, co je v církvi právní, spočívalo v podstatě v pochopení toho, co stanoví právní texty. Na první pohled by se mohlo zdát, že tento přístup považuje lidské právo za zcela bezcenné. Avšak ochuzení, které by toto pojetí přineslo, se stává zřejmým: s praktickým zapomenutím přirozeného práva a Božského pozitivního práva, jakož i životně důležitého vztahu každého zákona ke společenství a poslání církve, se práce vykladače zbavuje živého kontaktu s církevní skutečností.
Někteří autoři chápou kanonické právo jako bytostně teologické a disciplínu kanonického práva jako teologickou subdisciplínu, ale Carlos José Errázuriz tvrdí, že „v jistém smyslu celá pokoncilní kanonická věda projevuje teologický zájem v nejširším slova smyslu, tj. tendenci jasněji určit místo právní vědy v tajemství církve“.

### Ekleziologická inspiracekodexuz roku 1983
Hlavní články: Katolická ekleziologie a Kodex kanonického práva z roku 1983
Vzhledem k rozhodnutí reformovat stávající kodex z roku 1917 II. vatikánský koncil v dekretu Optatam totius (§16) nařídil, aby „učení kanonického práva [...] zohledňovalo tajemství církve podle dogmatické konstituce De Ecclesia“.
Kodex z roku 1917 byl strukturován podle římskoprávního dělení „normy, osoby, věci, procesy, tresty“, zatímco kodex z roku 1983 měl naproti tomu záměrně mnohem více doktrinálně-teologickou strukturu. Jan Pavel II. popsal ekleziologickou inspiraci nového kodexu kanonického práva takto:
Nástroj, kterým kodex je, plně odpovídá povaze církve, zejména tak, jak je navržen učením II. vatikánského koncilu obecně a zvláště jeho ekleziologickým učením. Vskutku, v jistém smyslu lze tento nový kodex chápat jako velkou snahu o překlad téhož učení, tedy koncilní ekleziologie, do kanonického jazyka. Jestliže však není možné dokonale přeložit do kanonického jazyka koncilní obraz církve, přesto by se v tomto obrazu měl vždy nacházet pokud možno jeho základní referenční bod.
Kodex z roku 1983 je tedy sestaven pokud možno podle „tajemství církve“, přičemž nejvýznamnější oddíly – knihy II., III. a IV. – odpovídají munus regendi, munus sanctificandi a munus docendi („poslání“ vést, bohoslužba/posvěcování a vyučování), které zase vycházejí z královské, kněžské a prorocké úlohy či funkce Krista.

## Základní teorie kanonického práva
Viz též: Katolická ekleziologie
Základní (fundamentální) teorie kanonického práva je disciplína zahrnující základy kanonického práva v samotné podstatě církve. Fundamentální teorie je novější disciplína, která si za svůj předmět bere „existenci a povahu toho, co je v církvi Ježíše Krista právní.“ Obor se snaží poskytnout teoretický základ pro koexistenci a komplementaritu kanonického práva a katolické církve a snaží se vyvrátit „kanonický antijuridismus“ (přesvědčení, že církevní právo představuje rozpor v pojmech; že právo a církev jsou radikálně neslučitelné) různých heretických hnutí a protestantské reformace na jedné straně a na straně druhé antijuridismus vycházející z přesvědčení, že veškeré právo je ztotožnitelné s právem státu; že aby bylo pravým právem, musí být stát jeho tvůrcem. Disciplína se snaží lépe vysvětlit povahu práva v církvi a zapojuje se do teologických diskusí v pokoncilním katolicismu a snaží se bojovat proti „pokoncilnímu antijuridismu“.